# Богословский, Фёдор Герасимович
Фёдор Герасимович Богословский (Богославский) (1846 — не ранее 1911) — русский военный деятель, генерал-лейтенант. Участник Русско-турецкой войны.

## Биография
Окончил Московское пехотное юнкерское училище по 1-му разряду. В 1868 году выпущен был прапорщиком в Московский 65-й пехотный полк. В 1874 году произведён в поручики за «отличие по службе», в 1878 году в штабс-капитаны за «отличие по службе», в 1881 году в капитаны.
С 1875 года старший адъютант штаба 38-й пехотной дивизии. Участник Русско-турецкой войны. В 1893 году произведён в подполковники. С 1895 года назначен крепостным интендантом Брест-Литовской крепости и начальником Брест-Литовского военного госпиталя. В 1898 году произведён в полковники «за отличие по службе». С 1903 года помощник окружного интенданта Приамурского военного округа.
В 1906 году произведён в генерал-майоры. С 1908 года назначен окружным интендантом Казанского военного округа. В 1911 году произведён в генерал-лейтенанты с увольнением в отставку.